# Erhard Busek
Erhard Busek, né à Vienne le 25 mars 1941 et mort à Kaumberg le 13 mars 2022, est un politicien autrichien, vice-chancelier du 2 juillet 1991 au 4 mai 1995.

## Biographie
Erhard Busek naît à Vienne le 25 mars 1941.
Il est vice-chancelier d'Autriche du 2 juillet 1991 au 4 mai 1995.
Il meurt à Kaumberg le 13 mars 2022.

## Fonctions
- Vice-chancelier d'Autriche (2 juillet 1991 - 4 mai 1995)[1].
- Président du centre UE-Russie (en) (2010-?)[2]